# 桂一蝶
桂 一蝶（かつら いっちょう、1955年〈昭和30年〉8月18日 - ）は、滋賀県出身の落語家。本名は松原 泰司。松竹芸能。出囃子は『蝶々』。

## 来歴
近畿大学卒業。1978年5月に2代目桂春蝶に入門。

## 出演番組
- 桂一蝶のドレミファジョッキー（ラジオ大阪）[1]